# Jacek Przemysław Olech Zieliński
Jacek Przemysław Olech Zieliński (ur. 1856 w Rzeszotarach, zm. 22 kwietnia 1930 w Jarosławiu) – profesor jarosławskiego gimnazjum, pedagog i wychowawca młodzieży.

## Życiorys
Syn Pawła Arystoriana i Józefy z Klewskich, brat Zygmunta. Ojciec był uczestnikiem powstania styczniowego w 1863. Do gimnazjum uczęszczał w Nowym Sączu. Studia uniwersyteckie odbył w Krakowie i Wiedniu. Po ich ukończeniu poświęcił się pracy nauczycielskiej jako geograf i historyk, początkowo w Rzeszowie, następnie w Tarnopolu, po czym od 1891 w jarosławskim Gimnazjum I, aż do przejścia na emeryturę. Od stycznia 1917 wszedł w skład zarządu Polskiej Organizacji Narodowej. Werbował młodzież z okolic Jarosławia do wstąpienia w szeregi Gwardii Narodowej. Wiele czasu poświęcał działalności na niwie społecznej. Był założycielem, prezesem (w latach 1897–1927) członkiem zarządu Towarzystwa Szkoły Ludowej. Jako jeden z założycieli i przez 13 dni grudnia 1915 prezes Gniazda Sokolego znalazł się wśród inicjatorów budowy gmachu Sokoła. Był wieloletnim członkiem zarządu, a od 1912 honorowym członkiem Towarzystwa Gimnastycznego „Sokół”. Niestrudzony w pracy dla dobra Ojczyzny, organizator formacji legionowych, współtwórca młodzieżowych brygad Gwardii Narodowej w 1918 utrzymujących porządek w mieście w pierwszych dniach po wyzwoleniu. W latach 1891–1930 był radnym miejskim. Jest autorem wydanej we Lwowie w 1914 publikacji Nasza dola w Jarosławiu, dotyczącej stanu mieszczaństwa polskiego.
Działał w Stronnictwie Narodowo-Demokratycznym, Związku Ludowo-Narodowym i Stronnictwie Narodowym.

## Rodzina
- Żonaty z Anną z domu Aigner miał syna Tadeusza (1893–1940).

## Literatura
- Ś.p. Jacek Zieliński, „Głos Jarosławski” z 1930.
- Jacek Przemysław Olech Zieliński, „Express Jarosławski” z 1930.
- Apolinary Despinoix, Alma Mater Jaroslinesis – Księga pamiątkowa zjazdu jubileuszowemu z okazji 50-lecia istnienia Gimnazjum I w Jarosławiu 1884–1934, Jarosław 1934.